# Deus está morto
Deus está morto (em alemão: Gott ist tot) é uma frase muito citada do filósofo alemão Friedrich Nietzsche (1844-1900). Aparece pela primeira vez em A Gaia Ciência, na seção 108 (Novas lutas), na seção 125 (O louco) e uma terceira vez na secção 343 (Sentido da nossa alegria). Uma outra instância da frase, e a principal responsável pela sua popularidade, aparece na principal obra de Nietzsche, Assim falou Zaratustra.
A expressão também é conhecida como a morte de Deus, uma declaração amplamente citada feita pelo filósofo alemão Friedrich Nietzsche e originalmente Hegel. Nietzsche usou a frase para expressar sua ideia de que o Iluminismo havia eliminado a possibilidade da existência de Deus. No entanto, os proponentes da forma mais forte da teologia da Morte de Deus usaram a frase em um sentido literal, significando que o Deus cristão, que existiu em um ponto, deixou de existir.
A frase apareceu pela primeira vez na coleção de Nietzsche, de 1882, na obra do filósofo A Gaia Ciência Die fröhliche Wissenschaft). No entanto, é mais conhecida por sua associação com Assim falou Zaratustra de Nietzsche (em alemão, Also Sprach Zaratustra), que é o principal responsável por tornar a frase popular. Outros filósofos já haviam discutido o conceito, incluindo Philipp Mainländer e Georg Wilhelm Friedrich Hegel.

## Citações pretéritas
Antes de Nietzsche, a frase 'Dieu est mort!' pode ser encontrado no poema de Gérard de Nerval de 1854 "Le Christ aux oliviers" ("Cristo nas oliveiras"). O poema é uma adaptação em um verso de uma visão onírica que aparece no romance Siebenkäs de Jean Paul de 1797, sob o título do capítulo "O Cristo Morto proclama que não existe Deus". Em um discurso que ele fez em 1987 para a Academia Americana de Artes e Ciências, o estudioso literário George Steiner afirma que a formulação de Nietzsche 'Deus está morto' deve à já mencionada visão onírica de 'Cristo morto' de Jean Paul, mas ele não oferece nenhuma evidência concreta de que Nietzsche alguma vez leu Jean Paul.

A frase também é encontrada em uma passagem expressa por um narrador no romance de Victor Hugo Os miseráveis: 
"Deus está morto, talvez", disse um dia Gérard de Nerval ao escritor dessas linhas, confundindo o progresso com Deus, e tomando a interrupção do movimento pela morte do Ser.

## Filosofia alemã

### Hegel
Discursos de uma "morte de Deus" na cultura alemã aparecem já no século XVII e originalmente se referiam às teorias luteranas de expiação. A frase "Deus está morto" aparece no hino "Ein Trauriger Grabgesang" ("Uma canção triste") de Johann von Rist. Historiadores contemporâneos acreditam que os filósofos idealistas alemães do século XIX, especialmente aqueles associados a Georg Wilhelm Friedrich Hegel, são responsáveis por remover a ressonância especificamente cristã da frase relativa à morte de Jesus Cristo e por associá-la a teorias filosóficas e sociológicas seculares.
Embora a declaração e seu significado sejam atribuídos a Nietzsche, Hegel havia discutido o conceito da morte de Deus em sua Fenomenologia do Espírito, onde ele considera a morte de Deus como "Não deve ser vista como nada, mas uma parte facilmente reconhecida do cristão usual ciclo de redenção". Posteriormente, Hegel escreve sobre a grande dor de saber que Deus está morto "O conceito puro, porém, ou infinito, como o abismo do nada em que afunda todo o ser, deve caracterizar a dor infinita, que antes só existia na cultura historicamente e como o sentimento sobre o qual repousa a religião moderna, o sentimento de que o próprio Deus está morto, (o sentimento que foi proferido por Pascal, embora apenas empiricamente, ao dizer: A natureza é tal que marca em toda parte, dentro e fora do homem, um perdido Deus), puramente como uma fase, mas também não mais do que apenas uma fase, da ideia mais elevada".
O aluno de Hegel, Richard Rothe, em seu texto teológico de 1837 Die Anfänge der christlichen Kirche und ihrer Verfassung (Os primórdios da igreja cristã e sua constituição), parece ser um dos primeiros filósofos a associar a ideia da morte de Deus à teoria sociológica da secularização.
O filósofo alemão Max Stirner escreve em 1844 sobre a morte de Deus e sobre a morte de Deus por humanos durante o Iluminismo em seu livro The Ego and its Own (O Ego e a si Mesmo). Na literatura filosófica, há uma discussão sobre a possível influência de Max Stirner em Nietzsche.

### Mainländer
Antes de Nietzsche, o conceito foi popularizado na filosofia pelo filósofo alemão Philipp Mainländer. Foi durante a leitura de Mainländer que Nietzsche escreveu explicitamente para se separar de Schopenhauer. Na crítica de mais de 200 páginas de Mainländer à metafísica de Schopenhauer, ele argumenta contra uma unidade cósmica por trás do mundo e defende uma multiplicidade real de vontades lutando entre si pela existência. No entanto, a interconexão e o movimento unitário do mundo, que são os motivos que levam os filósofos ao panteísmo, são inegáveis. Eles realmente levam a uma unidade, mas isso pode não ser às custas de uma unidade no mundo que mina a realidade empírica do mundo. Portanto, é declarado morto.
Agora temos o direito de dar a este ser o nome bem conhecido que sempre designa o que nenhum poder de imaginação, nenhum voo da fantasia mais ousada, nenhum coração intensamente devoto, nenhum pensamento abstrato por mais profundo que seja, nenhum espírito arrebatado e transportado jamais alcançou: Deus. Mas essa unidade básica pertence ao passado; não é mais. Ao mudar seu ser, ele se despedaçou total e completamente. Deus morreu e sua morte foi a vida do mundo.

### Nietzsche
A ideia é expressa em Nietzsche da seguinte forma: 
Deus está morto. Deus permanece morto. E nós o matamos. Como devemos nos consolar, os assassinos de todos os assassinos? O que foi mais sagrado e mais poderoso de tudo o que o mundo já possuiu sangrou até a morte sob nossas facas: quem vai limpar esse sangue de nós? Que água existe para nos limparmos? Que festivais de expiação, que jogos sagrados teremos de inventar? Não é a grandeza deste feito grande demais para nós? Não devemos nos tornar deuses simplesmente para parecer dignos disso?
Mas a passagem mais conhecida encontra-se no final da parte 2 do Prólogo de Zaratustra, onde, após iniciar sua jornada alegórica, Zaratustra encontra um asceta idoso que expressa misantropia e amor a Deus:
Ao ouvir essas palavras, Zaratustra saudou o santo e disse: "O que devo ter para lhe dar! Mas deixe-me ir logo, que não recebo nada de você!" E assim se separaram, o velho e Zaratustra, rindo como dois meninos riem. Mas quando Zaratustra estava só, falava assim ao seu coração: "Será possível! Este velho santo não ouviu em sua floresta que Deus está morto!"

## Explicação do Conceito
Nietzsche usou a frase para resumir o efeito e a consequência que a Idade do Iluminismo teve sobre a centralidade do conceito de Deus na civilização da Europa Ocidental, que tinha um caráter essencialmente cristão desde o Império Romano posterior. O Iluminismo trouxe o triunfo da racionalidade científica sobre a revelação sagrada; o surgimento do materialismo filosófico e do naturalismo que, para todos os efeitos e propósitos, dispensou a crença ou o papel de Deus nos assuntos humanos e no destino do mundo. Nietzsche reconheceu a crise que essa "Morte de Deus" representava para os pressupostos morais existentes na Europa, tal como existiam dentro do contexto da crença cristã tradicional. "Quando alguém desiste da fé cristã, arranca o direito à moralidade cristã de debaixo de seus pés. Esta moralidade não é de forma alguma evidente… Ao quebrar um conceito principal do Cristianismo, a fé em Deus, quebra-se o todo: nada do necessário fica nas mãos”. A certa altura, o filósofo se dirige principalmente a não teístas (especialmente ateus), e declara que o problema é reter qualquer sistema de valores na ausência de uma ordem divina.
A conclusão iluminista da "morte de Deus" deu origem à proposição de que os humanos — e a civilização ocidental como um todo — não podiam mais acreditar em uma ordem moral divinamente ordenada. Esta morte de Deus levará, disse Nietzsche, não apenas à rejeição de uma crença de ordem cósmica ou física, mas também à rejeição dos próprios valores absolutos — à rejeição da crença em uma lei moral objetiva e universal, obrigatória para todos os indivíduos. Desse modo, a perda de uma base absoluta para a moralidade leva ao niilismo. Esse niilismo é aquele pelo qual Nietzsche trabalhou para encontrar uma solução reavaliando os fundamentos dos valores humanos.
Nietzsche acreditava que a maioria das pessoas não reconhecia essa morte por medo ou angústia mais arraigados. Portanto, quando a morte começasse a ser amplamente reconhecida, as pessoas se desesperariam e o niilismo se tornaria galopante.

Embora Nietzsche coloque a declaração "Deus está morto" na boca de um "louco" em A Gaia Ciência, ele também usa a frase em sua própria voz nas seções 108 e 343 do mesmo livro. Na passagem do louco, o homem é descrito como correndo por um mercado gritando: "Eu procuro Deus! Eu procuro Deus!" Ele desperta alguma diversão; ninguém o leva a sério. Talvez ele tenha feito uma viagem oceânica? Perdeu o caminho como uma criança? Talvez ele tenha medo de nós (não crentes) e esteja se escondendo? — muitas risadas. Frustrado, o louco quebra sua lanterna no chão, gritando que "Deus está morto, e nós o matamos, você e eu!" "Mas eu vim muito cedo", ele percebe imediatamente, enquanto seus detratores de um minuto antes olham com espanto: as pessoas ainda não podem ver que mataram Deus. Ele continua dizendo:
Este evento prodigioso ainda está acontecendo, ainda vagando; ainda não chegou aos ouvidos dos homens. Relâmpagos e trovões requerem tempo, a luz das estrelas requer tempo, ações, embora feitas, ainda requerem tempo para serem vistas e ouvidas. Este feito está ainda mais distante deles do que as estrelas mais distantes — e ainda assim eles mesmos o fizeram.
No início do livro (seção 108), Nietzsche escreveu: "Deus está morto, mas dado o caminho dos homens, ainda pode haver cavernas por milhares de anos nas quais sua sombra será mostrada. E nós — nós ainda temos que derrotar sua sombra também." O protagonista de Assim Falou Zaratustra também fala as palavras, comentando consigo mesmo após visitar um eremita que, todos os dias, canta canções e vive para glorificar seu deus como mencionado acima. Além disso, Zaratustra mais tarde não apenas se refere à morte de Deus, mas afirma: "Todos os deuses morreram". Não é apenas uma moralidade que morreu, mas todas elas, para serem substituídas pela vida do Übermensch, o super-homem:
'MORTOS SÃO TODOS OS DEUSES: AGORA DESEJAMOS QUE O ALÉM-HOMEM VIVA.'
Nietzsche acreditava que poderia haver novas possibilidades positivas para os humanos sem Deus. Abandonar a crença em Deus abre o caminho para que as habilidades criativas humanas se desenvolvam plenamente. O Deus cristão, escreveu ele, não ficaria mais no caminho, então os seres humanos poderiam parar de olhar para um reino sobrenatural e começar a reconhecer o valor deste mundo.
Nietzsche usa a metáfora de um mar aberto, que pode ser emocionante e aterrorizante. As pessoas que eventualmente aprenderem a criar suas vidas novamente representarão uma nova etapa na existência humana, o Übermensch — isto é, o arquétipo pessoal que, através da conquista de seu próprio niilismo, se torna uma espécie de herói mítico. A "morte de Deus" é a motivação do último (incompleto) projeto filosófico de Nietzsche, a "reavaliação de todos os valores".
Martin Heidegger entendeu esse aspecto da filosofia de Nietzsche ao vê-lo como a morte da metafísica. Em sua opinião, as palavras de Nietzsche só podem ser entendidas como referindo-se não a uma visão teológica ou antropológica particular, mas sim ao fim da própria filosofia. A filosofia atingiu, nas palavras de Heidegger, seu potencial máximo como metafísica e as palavras de Nietzsche alertam para sua morte e o fim de qualquer cosmovisão metafísica. Se a metafísica está morta, Heidegger avisa, é porque desde o seu início esse foi o seu destino.

## Teologia da morte de Deus
Embora teólogos desde Nietzsche tenham ocasionalmente usado a frase "Deus está morto" para refletir a crescente descrença em Deus, o conceito ganhou destaque no final dos anos 1950 e 1960, diminuindo no início dos anos 1970. O teólogo alemão Paul Tillich, por exemplo, foi influenciado pelos escritos de Nietzsche, especialmente sua frase "Deus está morto".
A edição de 22 de outubro de 1965 da revista Time continha um artigo na seção "Religião", intitulado "Teologia: Movimento de Deus está morto", que abordava um movimento entre teólogos americanos que abraçavam abertamente a noção da morte de Deus. Então, seis meses depois, a controversa edição da Páscoa da Time apareceu em 8 de abril de 1966, chocando o público com a pergunta provocativa — em letras vermelhas enormes contra um fundo preto "Está Deus Morto?" Os principais proponentes dessa teologia em meados da década de 1960 incluíam os teólogos cristãos John Robinson, Thomas Altizer, William Hamilton, Gabriel Vahanian, Paul van Buren e o teólogo e rabino judeu Richard L. Rubenstein.

William Hamilton escreveu o seguinte sobre a redistribuição da visão de Nietzsche do teólogo radical americano Thomas JJ Altizer:
Em sua maior parte, Altizer prefere a linguagem mística à ética para resolver o problema da morte de Deus ou, como ele diz, para mapear o caminho do profano ao sagrado. Essa combinação de Kierkegaard e Eliade é uma leitura um tanto grosseira, mas sua posição no final é relativamente simples. Aqui está uma importante declaração resumida de seus pontos de vista: Se a teologia deve agora aceitar uma vocação dialética, ela deve aprender o significado completo de dizer sim e não dizer; deve sentir a possibilidade de um Sim que pode se tornar um Não, e de um Não que pode se tornar um Sim; em suma, deve esperar uma coincidentia oppositorum dialética [isto é, uma unidade dos opostos]. Que a teologia se regozije porque a fé é mais uma vez um "escândalo", e não simplesmente um escândalo moral, uma ofensa ao orgulho e à retidão do homem, mas, muito mais profundamente, um escândalo ontológico; pois a fé escatológica é dirigida contra a realidade mais profunda do que conhecemos como história e o cosmos. Por meio da visão de Nietzsche da recorrência eterna, podemos sentir a libertação extática que pode ser ocasionada pelo colapso da transcendência do Ser, pela morte de Deus… e, a partir do retrato de Jesus de Nietzsche, a teologia deve aprender do poder de uma fé que pode libertar o crente daquilo que para a sensibilidade contemporânea é a realidade inescapável da história. Mas a liberação deve finalmente ser efetuada por afirmação.

## Ocorrências na cultura popular
- "Your God is dead, and no one cares" (o vosso Deus morreu, e ninguém se importa) é a primeira parte do refrão da música "Heresy" da banda Nine Inch Nails. O álbum Downward Spiral, está repleto de outros conceitos e referências nietzschianas.
- "Dead, your God is dead. Fools, you God is dead" (Mortos, seu Deus está morto. Ingênuos, seu Deus está morto) é a brigde da música "Chapel of Ghouls" da banda Morbid Angel.
- O álbum "Antichrist" da banda norueguesa Gorgoroth foi inspirado no livro "O Anticristo" e traz, em diversas passagens, a expressão "God is dead" (Deus está morto).
- O álbum "Antichrist Superstar" de Marilyn Manson é muito influenciado pela filosofia nietzschiana bem como boa parte da música rock dos anos 1990.
- Em Jurassic Park, quando o cientista Ian Malcolm (Jeff Goldblum) percebe a bobagem que foi a recriação dos dinossauros, ele diz "Deus cria dinossauros. Deus mata dinossauros. Deus cria o Homem. O Homem mata Deus. O Homem cria dinossauros…", ao que sua colega Ellie Sattler (Laura Dern) completa "… Dinossauros comem o Homem. A Mulher herda a Terra".
- Lana Del Rey, na música "Gods And Monsters", presente na versão Paradise do álbum Born to Die, cita "God's dead" ("Deus está morto").[29]
- Em um trecho da música Índios, da Legião Urbana, ouve-se:"… Quem me dera / Ao menos uma vez / Entender como só Deus / Ao mesmo tempo é três / E esse mesmo Deus / Foi morto por vocês / Sua maldade, então / Deixaram Deus tão triste".
- Em um trecho da música "Problemas… Sempre existiram", dos Engenheiros do Hawaii, ouve-se "Não foram os deuses / Não foi a morte de Deus / Não foi o jabá da Academia / Que matou a poesia".
- Em um trecho da música "God is Dead?" da banda Black Sabbath, ouve-se "Alguém vai me dizer a resposta / Será que Deus está realmente morto?".